# طبری گرگانی
گویش طبری گرگانی یا طبری استرآبادی گویشی از زبان مازندرانی است که در شهرستان گرگان گویش می‌شود و ریشه در زبان طبری قدیم دارد. وبگاه گلاتولوگ گویش گرگانی را از گویش‌های زبان مازندرانی قلمداد کرده‌است. این گویش جلگه‌های غیرترکمن‌نشین بلوک استارآباد قدیم (شهرستان گرگان) را در بر می‌گیرد. گویش طبری استرابادی زبان بومیان آبادی‌های دهستان استرآباد جنوبی، دهستان انجیرآب، دهستان روشن آباد و همچنین زبان بخش عمده ای از مردم شهر گرگان است. همچنین گویش کتولی که زبان بومیان شهرستان علی‌آباد کتول هست به همراه گویش طبری استرابادی در آبادی‌های دهستان استرآباد شمالی و دهستان قرق رایج هست. زیارت،شاه‌کوه،مجن،چهارباغ،تاش،اصفهان‌کلاته و لمسک نمونه ای از آبادی‌های طبری زبان شهرستان گرگان هستند. محدوده جغرافیایی فعلی زبان مازندرانی از مرز گیلان در غرب تا دشتهای گرگان در شرق امتداد دارد. گویش طبری استرابادی نزدیکی فراوانی به گویش استرآبادی که تا قرن هفدهم در گرگان گویش می‌شد دارد. گویش استرآبادی را به دو دسته استرآبادی شرقی و غربی تقسیم نموده‌اند که هر دو گونه گویشی از گویش‌های دوارده گانه مازندرانی می‌باشد. ولادیمیر ایوانف گویش گرگانی را یکی از گویش‌های زبان مازندرانی می‌داند.
به گزارش گلستان ما به نقل از سرویس سیاسی رادکانا: مردم غرب گرگان به زبان مازندرانی صحبت کرده و فرهنگ آنها بیشتر به سمت گلوگاه، بهشهر و بندرگز نزدیک است. در این خطه از گرگان یعنی غرب گرگان جمعیت زیادی زندگی می‌کنند که نزدیک به ۴۰ هزار نفر می‌توانستند در سال ۹۴ رای بدهند. گویش طبری گرگانی جز گویش شرقی مازندرانی می‌باشد. وبسایت اتنولوگ گویش گرگانی را گویشی از زبان مازندرانی معرفی می‌کند. دانشنامه ایرانیکا گویش گرگانی را همان زبان مازندرانی معرفی می‌کند.
اطلس ایران این گویش را زیر مجموعه زبان مازندرانی می‌داند.
به گفته دکتر میر دهقان گویش گرگانی زیرمجموعه زبان مازندرانی می‌باشد و زبان مازندرانی به سه گویش غربی، مرکزی و شرقی تقسیم می‌شود.
به نقل از دانشنامه طبرستان و مازندران گویش استرآبادی از نظر ساختار نحوی و دستوری مانند گویش مازندرانی است و در این میان مناطق واقع در غرب شهر گرگان، سدن رستاق و انزان به سبب یکپارچگی و پیوند مستمر با فرهنگ مازندرانی اصالت طبری خود را حفظ کرده‌است.

## گویش گرگانی کهن
گویش گرگانی یا گویش استرابادی یکی از گویش‌های ایرانی که در شهر گرگان یا استراباد بدان صحبت می‌شده‌است.
ابوعبدالله مقدسی می‌گوید: «زبان کومش و گرگان به هم نزدیک است. ها بکار می‌برند و می‌گویند هاکن و هاده و آن را حلاوتی‌ست، و زبان مردم طبرستان بدانها نزدیک است مگر در آن شتاب است». دانشنامه ایرانیکا گویش گرگانی را همان زبان مازندرانی یا گویشی بسیار نزدیک به آن می‌داند.
لغت‌نامه دهخدا نیز گویش قدیم گرگانی را نزدیک به زبان مازندرانی و گویش‌های سمنانی دانسته و تصریح کرده‌است که هنوز هم در گرگان و روستاهای اطراف گرگان گویشوران زبان مازندرانی زندگی می‌کنند.

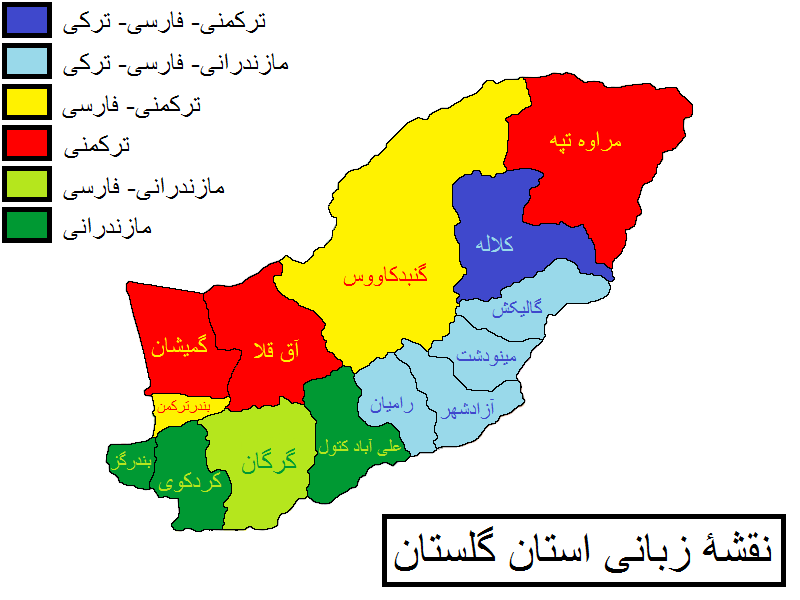
نقشهٔ زبانی استان گلستان

## دستور زبان

### ضمایر
در گویش طبری گرگان ضمیر سه حالت دارد: فاعلی، مفعولی و ملکی.
| ضمیر                  | ۱ مفرد | ۲ مفرد  | ۳ مفرد  | ۱ جمع | ۲ جمع  | ۳ جمع   |
| --------------------- | ------ | ------- | ------- | ----- | ------ | ------- |
| فاعلی، شهرستان گرگان  | men    | te      | ve      | emâ   | šemâ   | vešun   |
| مفعولی، شهرستان گرگان | mere   | tere    | vere    | emâre | šemâre | vešunre |
| ملکی، شهرستان گرگان   | me     | te/tene | ve/vene | ame   | šeme   | vešune  |

### شناسه
در زبان فارسی دو دسته شناسه داریم: گذشته و حال. اما در زبان طبری گرگان سه دسته شناسه داریم: گذشته، حال ساده و حال التزامی. (نمونه زیر بر اساس گویش طبری غرب گرگان تنظیم شده‌است)
۱. گذشته:
- بن ماضی ساده: -hâ-kârd = کرد
- بن ماضی استمراری (حالت اول): -kârd = می‌کرد
- بن ماضی استمراری (حالت دوم): -kândes = می‌کرد

| گذشته | ۱ مفرد | ۲ مفرد | ۳ مفرد | ۱ جمع | ۲ جمع | ۳ جمع |
| ----- | ------ | ------ | ------ | ----- | ----- | ----- |
| شناسه | eme    | i      | e      | emi   | eni   | ene   |

۲. حال ساده:
- بن مضارع اخباری: -kâ = می‌کند

| حال ساده | ۱ مفرد | ۲ مفرد | ۳ مفرد | ۱ جمع | ۲ جمع | ۳ جمع |
| -------- | ------ | ------ | ------ | ----- | ----- | ----- |
| شناسه    | embe   | eni    | ene    | embi  | enni  | enne  |

۳. حال التزامی:
- بن مضارع التزامی: -hâ-kân = بکن

| حال التزامی | ۱ مفرد | ۲ مفرد | ۳ مفرد | ۱ جمع | ۲ جمع | ۳ جمع |
| ----------- | ------ | ------ | ------ | ----- | ----- | ----- |
| شناسه       | em     | i      | e      | im    | in    | en    |

### صرف فعل
در جدول زیر فعل دیدن (badiyen) بر اساس گویش طبری غرب گرگان در زمان‌های مختلف صرف می‌شود. برای منفی کردن این فعل در زمان‌های: گذشته ساده، گذشته کامل، گذشته التزامی، گذشته کامل التزامی و حال التزامی n جایگزین b در ابتدای فعل می‌شود و در زمان‌های گذشته استمراری و حال ساده na در ابتدای فعل می‌آید بنابراین نفی زمان‌های گذشته ساده و گذشته استمراری یک صورت دارد. همچنین دو زمان گذشته و حال در حال انجام na در ابتدای فعل اصلی قرار می‌گیرد.
| زمان/شخص                   | ۱ مفرد            | ۲ مفرد        | ۳ مفرد          | ۱ جمع             | ۲ جمع             | ۳ جمع             |
| -------------------------- | ----------------- | ------------- | --------------- | ----------------- | ----------------- | ----------------- |
| گذشته ساده                 | badime            | badi          | badie           | badimi            | badini            | badine            |
| گذشته کامل                 | badi-bime         | badi-bi       | badi-bie        | badi-bimi         | badi-bini         | badi-bine         |
| گذشته التزامی              | badi-buem         | badi-bui      | badi-bue        | badi-buim         | badi-buin         | badi-buen         |
| گذشته التزامی کامل         | badi-bai-buem     | badi-bai-bui  | badi-bai-bue    | badi-bai-buim     | badi-bai-buin     | badi-bai-buen     |
| گذشته استمراری نوع اول     | dime              | di            | die             | dimi              | dini              | dine              |
| گذشته استمراری نوع دوم     | vindesseme        | vindessi      | vindesse        | vindessemi        | vindesseni        | vindessene        |
| گذشته در حال انجام نوع اول | davime-dime       | davi-di       | daviye-die      | davimi-dimi       | davini-dini       | davine-dine       |
| گذشته در حال انجام نوع دوم | davime-vindesseme | davi-vindessi | daviye-vindesse | davimi-vindessemi | davini-vindesseni | davine-vindessene |
| حال ساده/آینده             | vimbe/vindeme     | vindi         | vinde           | vimbi/vindemi     | vindeni           | vindene           |
| حال در حال انجام           | dareme-vimbe      | dari-vindi    | dare-vinde      | daremi-vimbi      | dareni-vindeni    | darene-vindene    |
| حال التزامی                | bavinem           | bavini        | bavine          | bavinim           | bavinin           | bavinen           |
| آینده                      | xâmbe bavinem     | xâni bavini   | xâne bavine     | xâmbi bavinim     | xânni bavinin     | xânne bavinen     |

### برخی جملات در گویش طبری گرگان
| فارسی معیار                         | گویش طبری گرگان                   |
| ----------------------------------- | --------------------------------- |
| من صبحانه خورده‌ام                   | men nâštâ bexârdeme               |
| بروید به مردم بگویید امروز بهار است | burin mardeme baorin emruz behâre |
| خانه ات را فروختی                   | še sere re baruti                 |

### جملات
برخی جملات طبری گرگانی غرب گرگان و مقایسه آن با فارسی گرگانی شرق گرگان و فارسی:
| فارسی معیار                            | گویش فارسی گرگان                        | گویش طبری گرگان                          |
| -------------------------------------- | --------------------------------------- | ---------------------------------------- |
| دختر می‌خواهی بگیری مادرش را نگاه کن    | doxter mexây begiri be mâr-eš negâh kon | kijâ xâni bairi vene mâr re hâreš        |
| امشب نمی‌توانم قدم بزنم                 | emšo jijo nemetânem bezenem             | emšo jijo natumbe bazenem                |
| عروس ماه را می‌ماند داماد شاه را می‌ماند | ârus be mâh memâne dâmâd be šâh memâne  | ârus mâh re mondene dâmâd šâh re mondene |

### واژگان
شماری از واژه‌های طبری گرگانی (غرب گرگان) و مقایسه آن با گویش فارسی گرگانی (شرق گرگان) و فارسی:
| فارسی گرگانی (شرق گرگان) | طبری گرگانی (غرب گرگان) | فارسی معیار |
| ------------------------ | ----------------------- | ----------- |
| peser                    | peser/rikâ              | پسر         |
| deter/doxter             | deter/kijâ              | دختر        |
| piyer                    | piyer                   | پدر         |
| mâr                      | mâr                     | مادر        |
| berâr                    | berâr                   | برادر       |
| jijo/sâb                 | jijo/sâb                | قدم         |
| pâpelu                   | pâpeli/pâpilu           | پروانه      |
| dim                      | dim                     | صورت        |
| ârus                     | ârus                    | عروس        |
| šu                       | šu                      | شب          |
| emšu                     | emšu                    | امشب        |
| gu                       | gu                      | گاو         |
| moliče                   | molije/melije           | مورچه       |
| ašnefe                   | ašnufe                  | عطسه        |
| morqâne                  | morqâne                 | تخم مرغ     |
| lik/sikâ/urdek           | sikâ/bili               | اردک        |
| afatu                    | aftu/eftu               | آفتاب       |
| marjom                   | marji                   | عدس         |

## ادبیات طبریِ گرگانی
بخشی از ادبیات طبری را گویش استرآبادی تشکیل می‌دهد که کتاب‌هایی مانند محبت نامه، نوم نامه، جاودان نامه، محرم نامه، و لغت نامه ای به نام لغت‌استرآبادی به این گویش نگاشته شده‌اند که صادق کیا از روی این متون واژه‌نامه گرگانی را تهیه کرد.
- جاودان نامه:

سَبب چه بی که عیسی واتِی که با شِمِه هر چه واتِن به اشاره واتِن(طبری امروزی:سبب چه بی‌یه که عیسی باته که با شِما هر چه باتمِه به اشاره باتمه/فارسی:سبب چه بود که عیسی گفت که با شما هر چه گفتم به اشاره گفتم)
- نوم نامه:

واتِی که هَنِه کو تِنِ زمین سِرخ بو(طبری امروزی:باته که ونِه که تِنِ زمین سِرخ بوئه/فارسی:گفت که باید که زمینَت سرخ باشد)
- محبت نامه:

اکه واتِی چون قیامت ورسه(طبری امروزی:اون که باته چون قیامت ورسه/فارسی:انکه گفت چون قیامت برسد)

### اشعار طبری در قابوس نامه
عنصرالمعالی کیکاووس در قابوس نامه اشعاری به زبان طبری (مازندرانی) نیز سروده‌است که این گویش در قرن چهارم گویش متداول گرگان قدیم بوده‌است. بیت زیر نمونه ای از اشعار طبری عنصرالمعالی در قابوس نامه می‌باشد.
| چنین گونه دونا که بوین هر زونه |  | به گور خته نخسه اون کس به خونه |